# Austin Stout
Pour les articles homonymes, voir Stout (homonymie).
Austin Stout est un acteur américain né le 21 novembre 1988 à Dallas, Texas (États-Unis).

## Filmographie
- 1996 : Matilda : élève dans la classe
- 1998 : Richie Rich : Meilleurs Vœux (Richie Rich's Christmas Wish) (vidéo) : Pee Wee
- 1999 : Family Tree : Allen
- 2000 : Malcolm (Je ne suis pas un monstre) : victime de spath
- 2001 : Tomcats de Gregory Poirier : Altar Boy
- 2002 : The Legend of Razorback : Avery Small
- 2002 : Whatever Happened to Robot Jones? (série TV) : Denny (voix)
- 2002 : Huit nuits folles d'Adam Sandler (Eight Crazy Nights) : Benjamin (voix)